# Frank Baumgartl
Frank Baumgartl, född den 29 maj 1955 i Schlema im Erzgebirge, Sachsen, död 26 augusti 2010 i Lago di Como, Italien, var en östtysk friidrottare inom hinderlöpning.
Han tog OS-brons på 3 000 meter hinder vid friidrottstävlingarna 1976 i Montréal. Han föll på sista hindret när han och Gärderud låg lika och Anders Gärderud kunde då defilera mot OS guld.